# Günstiger Erhaltungszustand (Wolfspopulation)

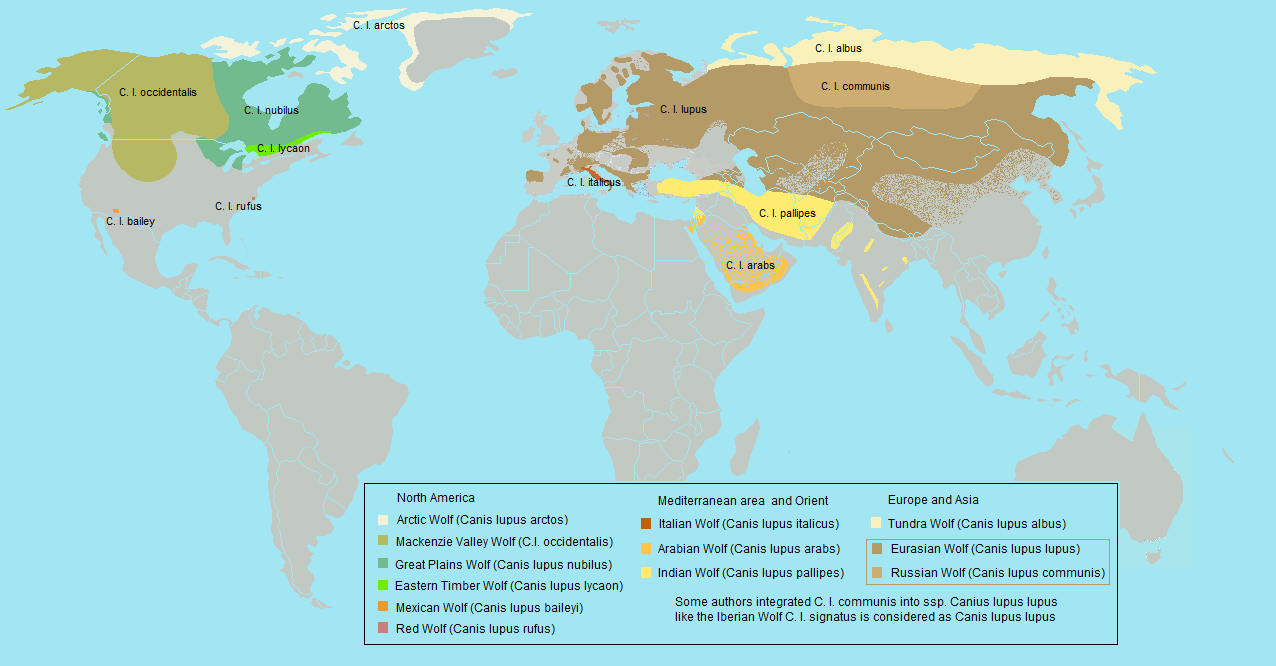
Verbreitungsgebiete des Eurasischen Wolfs und anderer wildlebender Unterarten des Canis lupus

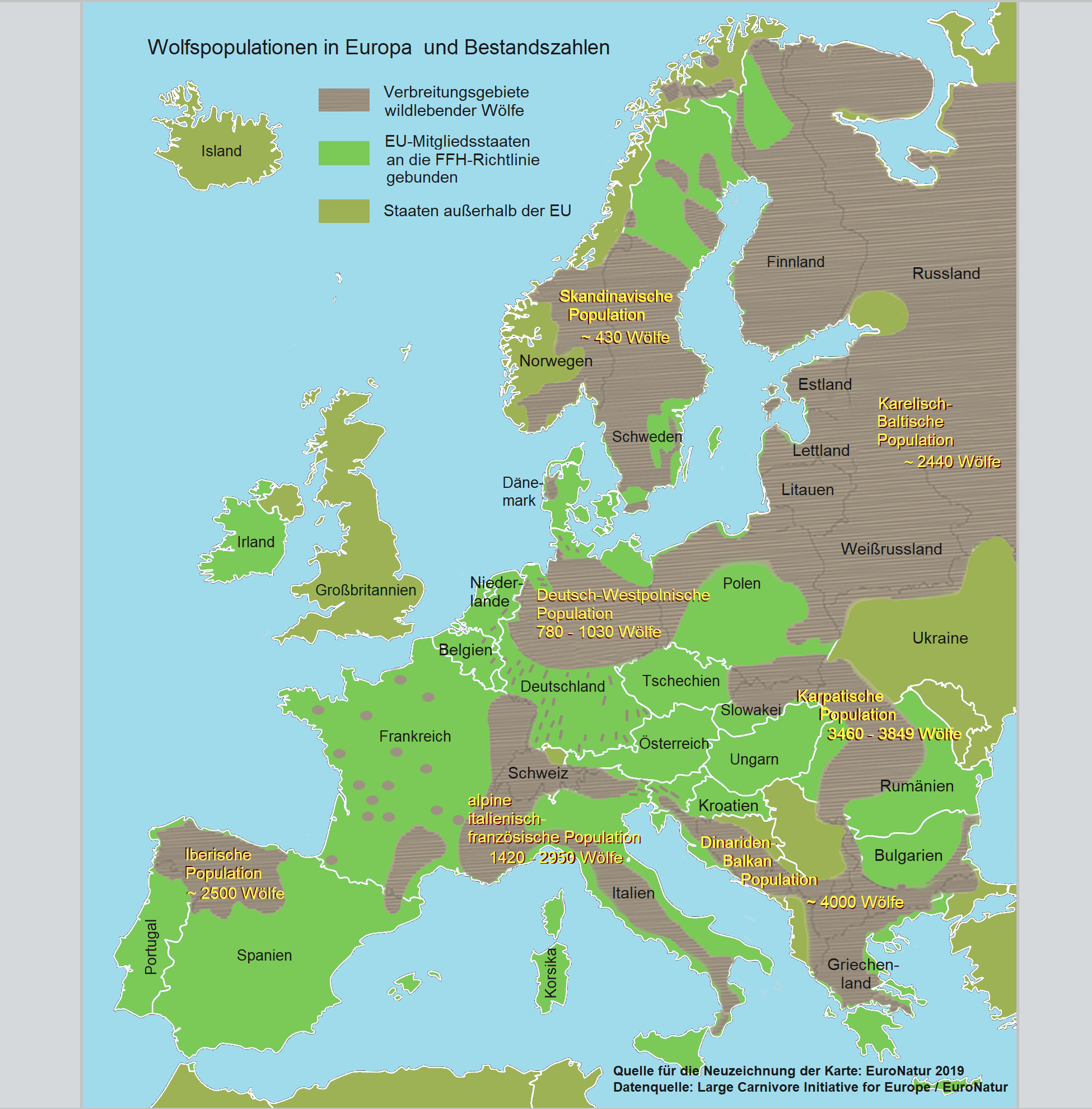
Alle Populationen, mit Ausnahme der italienischen, bestehen aus Eurasischen Wölfen. Der Canis lupus italicus wurde als eigene Unterart definiert. Die Durchmischung der europäischen Populationen ist erwünscht, da sie die genetische Vielfalt erhöht.
Seit 2019 leben in Frankreich 80 Rudel, rund 530 Wölfe. Seit 2017 gibt es Wölfe in der Region Île-de-France. 2020 wurden im Département Seine-Maritime und in der Bretagne Wölfe nachgewiesen, aber auch im Département Vendée an der Atlantikküste und Beyrie-en-Béarn im äußersten Südwesten.

Der günstige Erhaltungszustand einer Wolfspopulation entspricht einer Population mit einer effektiven Populationsgröße, also einer ausreichenden Individuenzahl, bei Vorhandensein eines Lebensraumes mit geeigneten Lebensbedingungen, der für ihr langfristiges Überleben ausreichende Ressourcen bietet, so dass die Art im Lebensraum der betreffenden Population auch langfristig nicht (mehr) vom Aussterben bedroht ist.
„Der Erhaltungszustand wird als günstig betrachtet, wenn aufgrund der Daten über die Populationsdynamik der Art anzunehmen ist, dass diese Art ein lebensfähiges Element des natürlichen Lebensraumes, dem sie angehört, bildet und langfristig weiterhin bilden wird, und das natürliche Verbreitungsgebiet dieser Art weder abnimmt noch in absehbarer Zeit vermutlich abnehmen wird und ein genügend großer Lebensraum vorhanden ist und wahrscheinlich weiterhin vorhanden sein wird, um langfristig ein Überleben der Populationen dieser Art zu sichern.“ (Artikel 1 i der FFH-Richtlinie)
„Der Erhaltungszustand eines natürlichen Lebensraums wird als günstig erachtet, wenn sein natürliches Verbreitungsgebiet sowie die Flächen, die er in diesem Gebiet einnimmt, beständig sind oder sich ausdehnen und die für seinen langfristigen Fortbestand notwendige Struktur und spezifischen Funktionen bestehen und in absehbarer Zukunft wahrscheinlich weiterbestehen werden.“ (Artikel 1 e der FFH-Richtlinie).
Laut Vorgabe der IUCN sind bei isolierten Populationen mindestens 1000 adulte Tiere erforderlich. Wenn eine Wolfspopulation mit anderen Wolfspopulationen genetisch und demographisch wirksam vernetzt ist, können mehr als 250 geschlechtsreife Wölfe ausreichen.

## Europa
Für Mitgliedstaaten der Europäischen Union wird der günstige Erhaltungszustand einer Wolfspopulation im maßgeblichen Dokument der Europäischen Kommission Guidelines for Population Level Management Plans for Large Carnivores (Leitlinien für Managementpläne für große Fleischfresser auf Populationsniveau) von der Large Carnivore Initiative for Europe (Initiative für Großraubtiere in Europa LCIE) definiert. Für Staaten außerhalb der EU, die Unterzeichnerstaaten der Berner Konvention sind, gilt Entsprechendes. Der Präsident der LCIE Luigi Boitani, Hauptautor des EU-Dokuments, versteht darunter in Entsprechung zu den Vorgaben der IUCN eine Mindestanzahl an Individuen in einem Areal, das den Tieren ausreichende Ressourcen bietet, so dass für die Population als solche kein Aussterberisiko besteht.
Nach Artikel 1 i der Richtlinie 92/43/EWG (Fauna-Flora-Habitat-Richtlinie) ist der günstige Erhaltungszustand gegeben, wenn aufgrund der Daten über die Populationsdynamik der Tierart anzunehmen ist, dass sie ein lebensfähiges Element des natürlichen Lebensraumes bildet und langfristig bilden wird, dass das natürliche Verbreitungsgebiet nicht abnimmt und ein ausreichend großer Lebensraum vorhanden ist, um langfristig ein Überleben der Population zu sichern.
Wolfspopulationen nehmen sehr ausgedehnte Lebensräume ein. Wie auch bei anderen Tierarten kann die effektive Populationsgröße aus unterschiedlichen Zahlen von Individuen bestehen, je nach dem Grad ihrer genetischen Vernetzung mit den benachbarten Populationen. Sowohl die Individuenzahl als auch der Genfluss zwischen den Wolfspopulationen in Eurasien ist für den Erhaltungszustand bedeutsam.
In der Biogeographie unterteilt man Europa in mehrere Regionen. Mitteleuropa hat Anteil an der kontinentalen, an der atlantischen und an der alpinen Region. Diese Räume sollen bei der Berichterstattung vom Monitoring für die Arten im Anhang II, IV und V der FFH-RL einzeln betrachtet werden. Das gibt Aufschluss über die von der jeweiligen Art bevorzugten bzw. bereits besiedelten Lebensräume. Das bedeutet nicht, dass jede Art sich in jede dieser Regionen ausbreiten und dort vermehren muss. Die räumliche Ebene für die Einschätzung des günstigen Erhaltungszustands sind nach der FFH-RL diese biogeographischen Regionen. Für jede der Regionen werden Monitoringberichte erstellt.
„Da der Gegenstand jeder Schutzplanung die gesamte biologische Einheit, also die Population sein sollte, empfehlen die Leitlinien eine Einschätzung auf Populationsebene. Dies ist im Einklang mit der Feststellung der Richtlinie, dass Populationen als solche und unabhängig von politischen Grenzen betrachtet werden sollten. Bei grenzüberschreitenden Populationen sollten die Mitgliedstaaten eine gemeinsame Einschätzung vornehmen, jedoch getrennt berichten“ (BfN Skript 413).

## Entwicklung
Vor Inkrafttreten der Berner Konvention von 1979 im Jahr 1982 waren die Wölfe in manchen ihrer ehemals ausgedehnten Verbreitungsgebiete zu isolierten Reliktpopulationen dezimiert worden, um die Schäden durch Prädation an Haustieren zu beenden. Die Populationen in Europa haben sich in den vier Jahrzehnten des strengen Schutzes erholt und befinden sich weitgehend im günstigen Erhaltungszustand. Das angeborene Instinktverhalten des Wolfs mit seinem enormen Potenzial Fernwanderungen durchzuführen begünstigt sowohl seine schnelle Ausbreitung als auch die Vernetzung der verschiedenen Populationen. Mit Satellitentelemetrie wurde gemessen, dass manche Wölfe innerhalb weniger Monate über 1000 Kilometer zurücklegen. Sie können neue Gebiete relativ schnell besiedeln. Populationsgenetische Analysen von Maris Hindrikson et al. ergaben bei der räumlichen Autokorrelation auf der Grundlage von drei Merkmalen der genetischen Vielfalt eine Reichweite von 650 bis 850 km. Die genetische Vielfalt einer Wolfspopulation kann von bis zu 850 km entfernten Populationen beeinflusst werden, was nicht nur anhand von DNA-Analysen, sondern auch durch Telemetriestudien nachgewiesen wurde. „In echten Wildnisgebieten des Wolfareals beträgt die Territoriumsgröße eines Wolfsrudels bis zu 1000 km² und der Genaustausch funktioniert.“ (Zitat Michael Stubbe, 2019) Da sich die Wolfspopulationen innerhalb Eurasiens seit der Erholung der Bestände in Mitteleuropa durch ihr Wanderverhalten in einem regelmäßigen Austausch befinden, kann von einer europäischen Metapopulation gesprochen werden. Das bedeutet, dass auch bei Auslöschung einer Teils der Population immer wieder Tiere aus anderen Subpopulationen einwandern, die verschwundenen ersetzen und sich wieder erfolgreich fortpflanzen.

## Maßgaben bei den Bestandszahlen

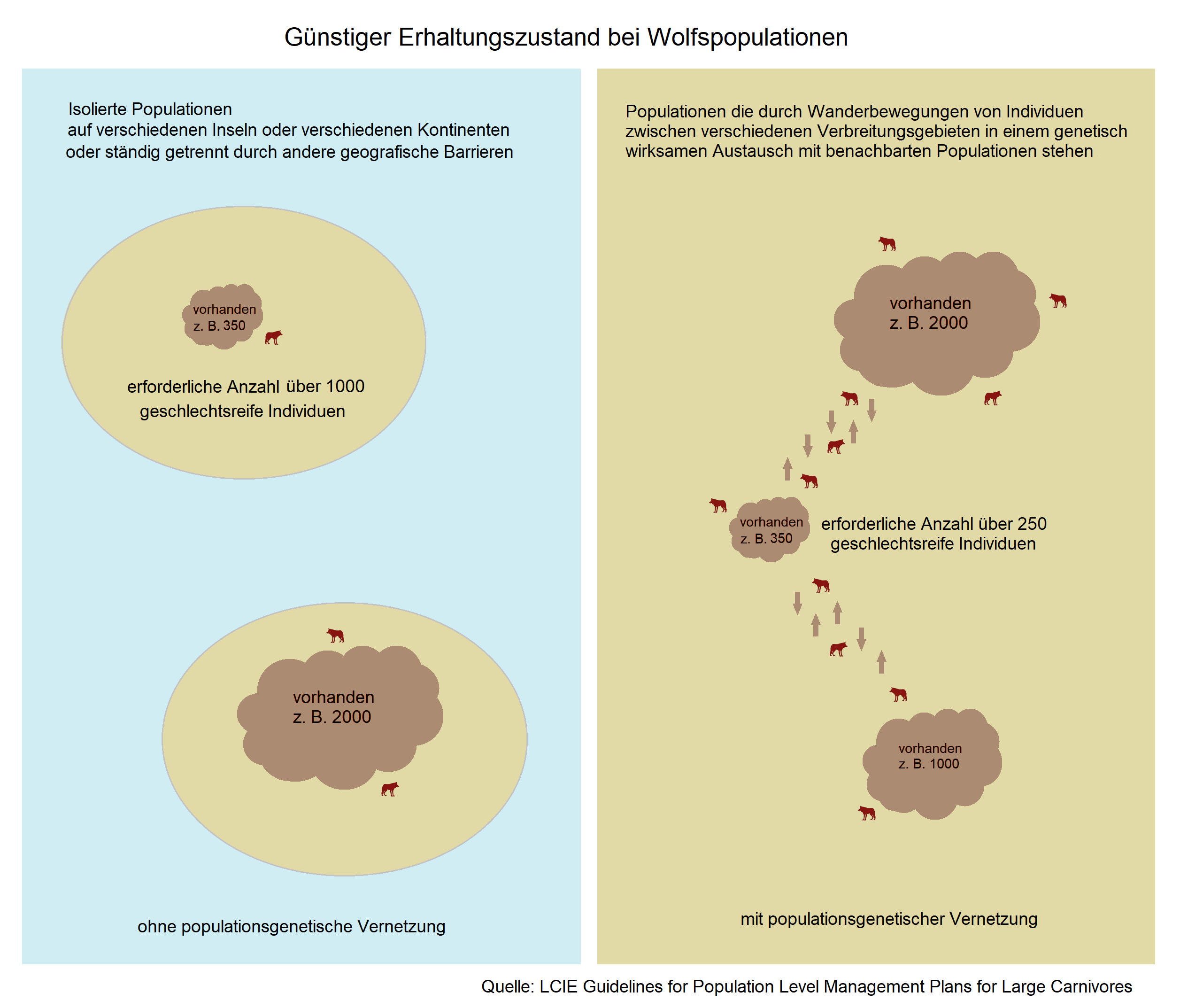
Definition des günstigen Erhaltungszustands bei Wölfen (LCIE)

Nach einer Vorgabe der IUCN für nicht näher definierte Tierarten sind bei einer isolierten Population mindestens 1000 geschlechtsreife Individuen erforderlich, um deren Fortbestand zu sichern also auch eine mögliche Inzuchtdepression zu vermeiden. Eine Vernetzung mit benachbarten Populationen hat jedoch den Effekt, dass zur Vermeidung von Inzuchtdepression weit weniger Individuen erforderlich sind. Nach den Leitlinien für Managementpläne für Großraubtiere auf Populationsebene von der Initiative für Großraubtiere in Europa (LCIE), einer Abteilung der IUCN, kann bei einer Wolfspopulation ein Bestand von mehr als 250 erwachsenen Tieren ausreichen, um in die Kategorie „nicht gefährdet“ (Least concern) eingestuft zu werden, wenn die betreffende Wolfspopulation mit anderen so vernetzt ist, dass die Zuwanderer genetische und demographische Wirkung haben.
Ilka Reinhardt und Gesa Kluth schreiben im BfN Skript 201 für eine eigenständige Population ohne Einwanderungsquellen:
„Setzt man den Erhalt von 95 % der genetischen Variation … als Zielwert an, entsprechen demnach mindestens 100 reproduzierende Wolfsrudel einem günstigen Erhaltungszustand.“

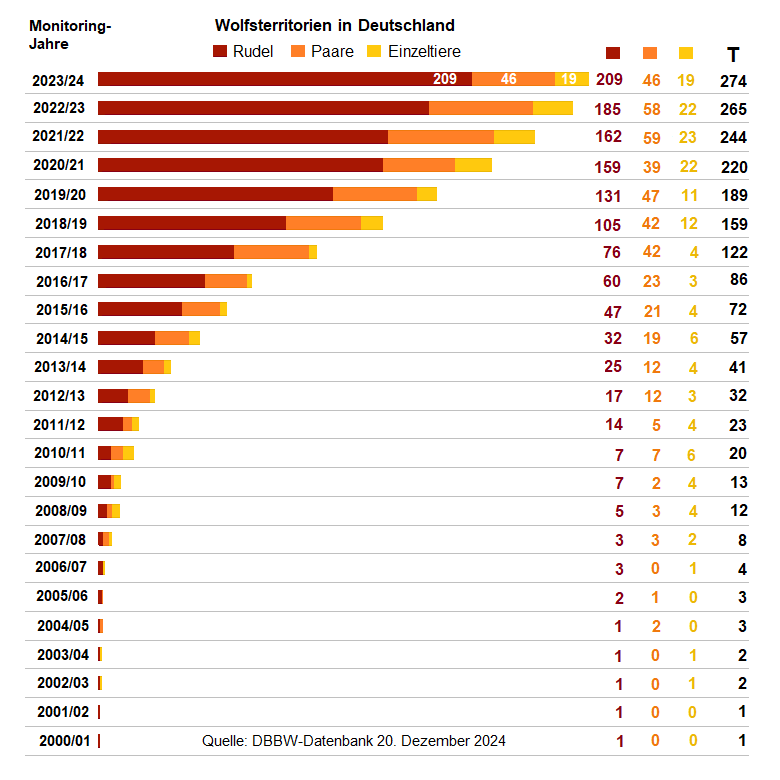
Exponentielles Wachstum

Auch ohne den bestehenden Austausch mit der Baltischen und anderen benachbarten Populationen, würde sich die Deutsch-Westpolnische Population mit ihrem derzeitigen Bestand in Polen westlich der Weichsel von mindestens 95 Rudeln schon zusammen mit nur fünf Rudeln in Deutschland im günstigen Erhaltungszustand befinden. Die DBBW hat für das Monitoringjahr 2020/2021 jedoch  bei den Wölfen in Deutschland schon 158 Wolfsrudel erfasst, so dass der günstige Erhaltungszustand mit den dazu gehörenden 95 Rudeln in Polen selbst dann schon um ein Vielfaches überschritten wäre, wenn es sich um eine isolierte Populationshandeln würde. Es ist aber keine isolierte Population.
Ein weiteres Kriterium für den günstigen Erhaltungszustand ist die Prognose für das Überleben der Population anhand der Bestandsentwicklung. Beim Artenschutz geht es bei im günstigen Erhaltungszustand befindlichen Populationen vor allem darum, sie stabil zu halten, eventuell durch Wildtiermanagement. Weiteres Populationswachstum kann bei manchen Arten erwünscht sein, ist aber nicht erforderlich. Exponentielles Wachstum, wie es bei Neozoen beobachtet wird, ist keinesfalls erforderlich, aber Anlass zu einer günstigen Prognose für die betreffende Population.

## Beobachtung und Sicherung des Erhaltungszustands
Durch das Wolfsmonitoring wird festgestellt, in welchem Umfang der genetische Austausch zwischen den verschiedenen Wolfspopulationen bzw. Subpopulationen wieder stattfindet. So sind heute bei den Wölfen in Deutschland Zuwanderungen aus Polen aber auch Rückwanderungen in Richtung Osten häufig. Wölfe aus den Karpaten wandern in die Deutsch-Westpolnische Population ein. In Bayern gab es im Zeitraum 2009 bis 2020 acht Nachweise von aus dem Alpenraum eingewanderten Wölfen. In Baden-Württemberg gab es im Zeitraum 2015 bis 2020 fünf Nachweise von Wölfen aus der alpinen und italienischen Population. Im September 2020 gelangte ein aus den Alpen stammender Wolfsrüde GW 1832 m in den Neckar-Odenwald-Kreis. Wenig später erfolgte ein Nachweis eines Wolfs GW 1835 m aus den Alpen im Landkreis Darmstadt-Dieburg. Auch aus der Dinariden-Balkan-Population sind einzelne Wölfe bis in den deutschen Alpenraum gewandert. Im Frühsommer 2020 wurde ein aus der Dinarischen Population stammender Rüde GW 1706 m bei Traunstein nachgewiesen (siehe auch Metapopulation).

## Inkonsistenzen
Im Gegensatz zur Definition der EU-Kommission in den „Guidelines“ und zum Inhalt der BfN-Skripten 413 und 201 wird auf der Webseite des BMU behauptet (ohne Bezugnahme auf den Begriff der Population), der Wolf sei eine „gefährdete Tierart“ und der günstige Erhaltungszustand müsse erst noch erreicht werden, wofür die Bundesländer verantwortlich seien. Trotz der starken Vermehrung würde aufgrund der noch zu geringen Anzahl und Verbreitung – in Deutschland 128 registrierte Wolfsrudel und 95 Rudel in Westpolen – der Erhaltungszustand mit „ungünstig-schlecht“ bewertet. Erst wenn es in allen Gebieten, in denen Wölfe leben können, Wölfe gäbe und ihre Anzahl so groß sei, dass „der Wolf“ ohne Inzuchterscheinungen überleben könne, könne der Erhaltungszustand mit „günstig“ bewertet werden. Die Bewertung erfolge nach Vorgaben der FFH-Richtlinie in einem Turnus von sechs Jahren. Grundlage der Bewertung ist der Bericht des BfN für den Zeitraum 2013–2018, der allerdings mit „Stand 2019“ beschriftet ist, denn es handelt sich um das Berichtsjahr 2019. Der Bestand in Polen bleibt darin unberücksichtigt.
Das fürs genetische Wolfsmonitoring zuständige Senckenberg Institut in Gelnhausen berichtete 2016, der Inzuchtkoeffizient in der Deutsch-Westpolnischen Wolfspopulation läge etwa bei Null. Es gäbe zwar unter den deutschen Wölfen durchaus Inzucht, diese würde jedoch durch Einwanderer aus dem Osten und Weitwanderer innerhalb der zentraleuropäischen Population effektiv ausgeglichen. Der Inzuchtkoeffizient sei zwar leicht angestiegen, läge jedoch immer noch nahe Null und sei nicht bedenklich.
Henryk Okarma sagte im November 2020 auf einer Konferenz des Europäischen Parlaments: „Obwohl das Verbreitungsgebietes des Wolfes seit 2006 ... um mindestens das Siebenfache und die Zahl der Wölfe um das Vier-bis Fünffache zugenommen hat, wurde der Erhaltungszustand ... in dem jüngsten Bericht aus 2018 immer noch als ungünstig bewertet. Bedeutet dies, dass wir mit der Ausweisung eines günstigen Erhaltungsstatus ... warten müssen, bis diese Art überall ist? Wenn der Wolf überall ist, kann dies für Konflikte sorgen, und dazu führen, dass die gesellschaftliche Akzeptanz dieser Art sinkt und vermehrt illegal gegen Wölfe vorgegangen wird. Ist solch ein 'günstiger Erhaltungszustand' dann unser wahres Erhaltungsziel?“ (Siehe Funktion der Gefährdungskategorien)

## Verpflichtungen der EU-Staaten

Gefährdungskategorien der IUCN

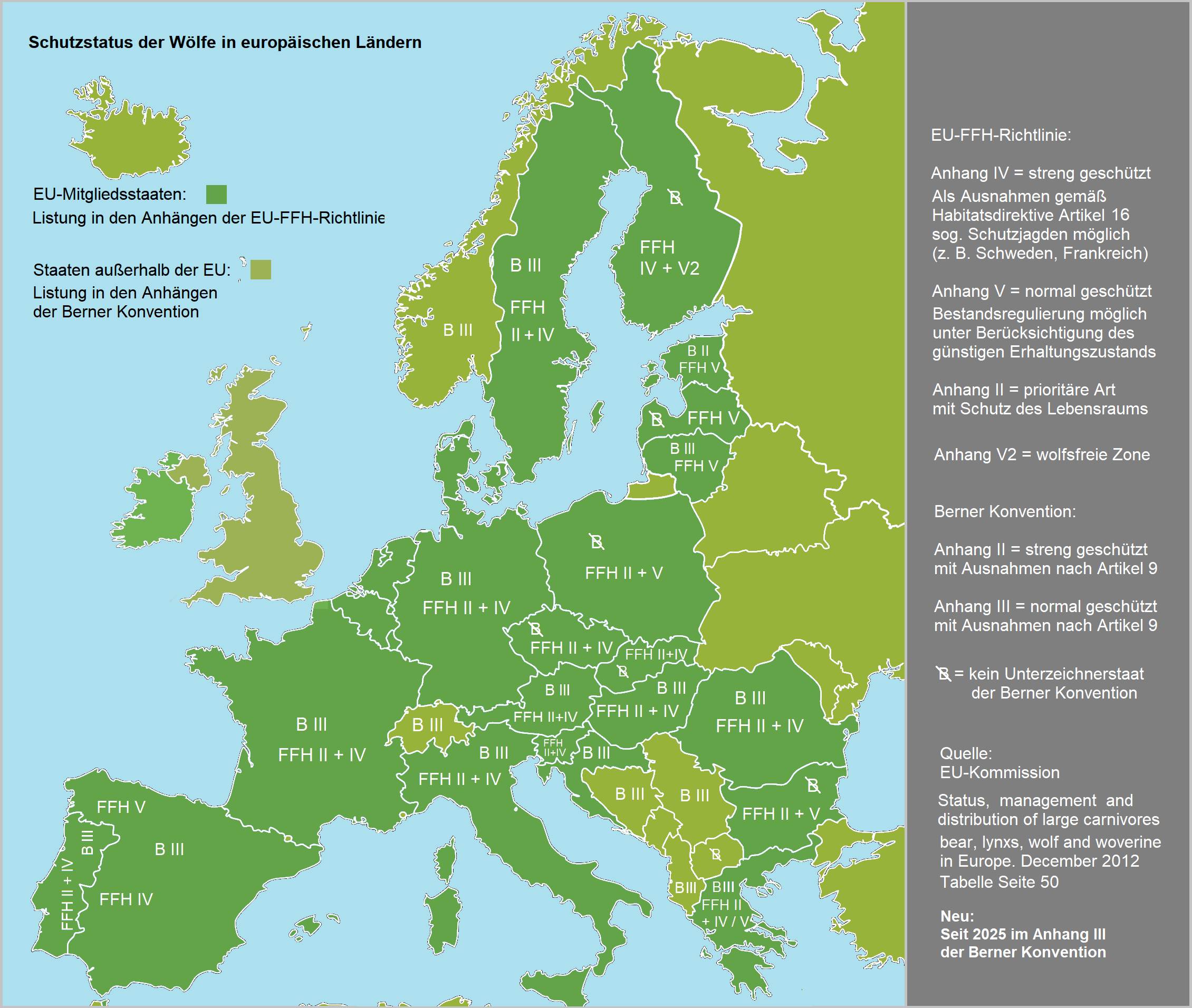

Die EU-Mitgliedstaaten überwachen den Erhaltungszustand natürlicher Lebensräume mit ihren prioritären Arten und richten ein Monitoringsystem ein, um die Erfassung von im Anhang II, IV und V gelisteten Tierarten sowie illegale und ausnahmsweise legale Tötungen zu registrieren. Die Aufzeichnungen des Wolfsmonitorings dienen als Feedback an die IUCN, bei der die Einträge in der Roten Liste in entsprechende Kategorien erfolgen, und an die Europäische Kommission (Natura 2000). Die EU-Mitgliedstaaten sind zur Weitergabe der aktuellen Daten an die EU-Kommission verpflichtet, damit diese den Schutzstatus in der FFH-Richtlinie entsprechend anpassen kann.
Die Aufnahme ins Jagdrecht hat auf den gegebenen Schutzstatus keine Auswirkung. Wenn der Wolf in Deutschland ins Jagdrecht aufgenommen wird, aber noch im Anhang IV der FFH-Richtlinie gelistet ist, genießt er ganzjährige Schonung. Eine Übertragung von der Liste der streng geschützten Arten im Anhang IV in die Liste der geschützten Arten im Anhang V erfordert in Deutschland eine Abstimmung auf Bundesebene mit den Nachbarländern und bedarf der Zustimmung der EU-Kommission. Ansprechpartner in Polen sind Henryk Okarma und Sabina Nowak.

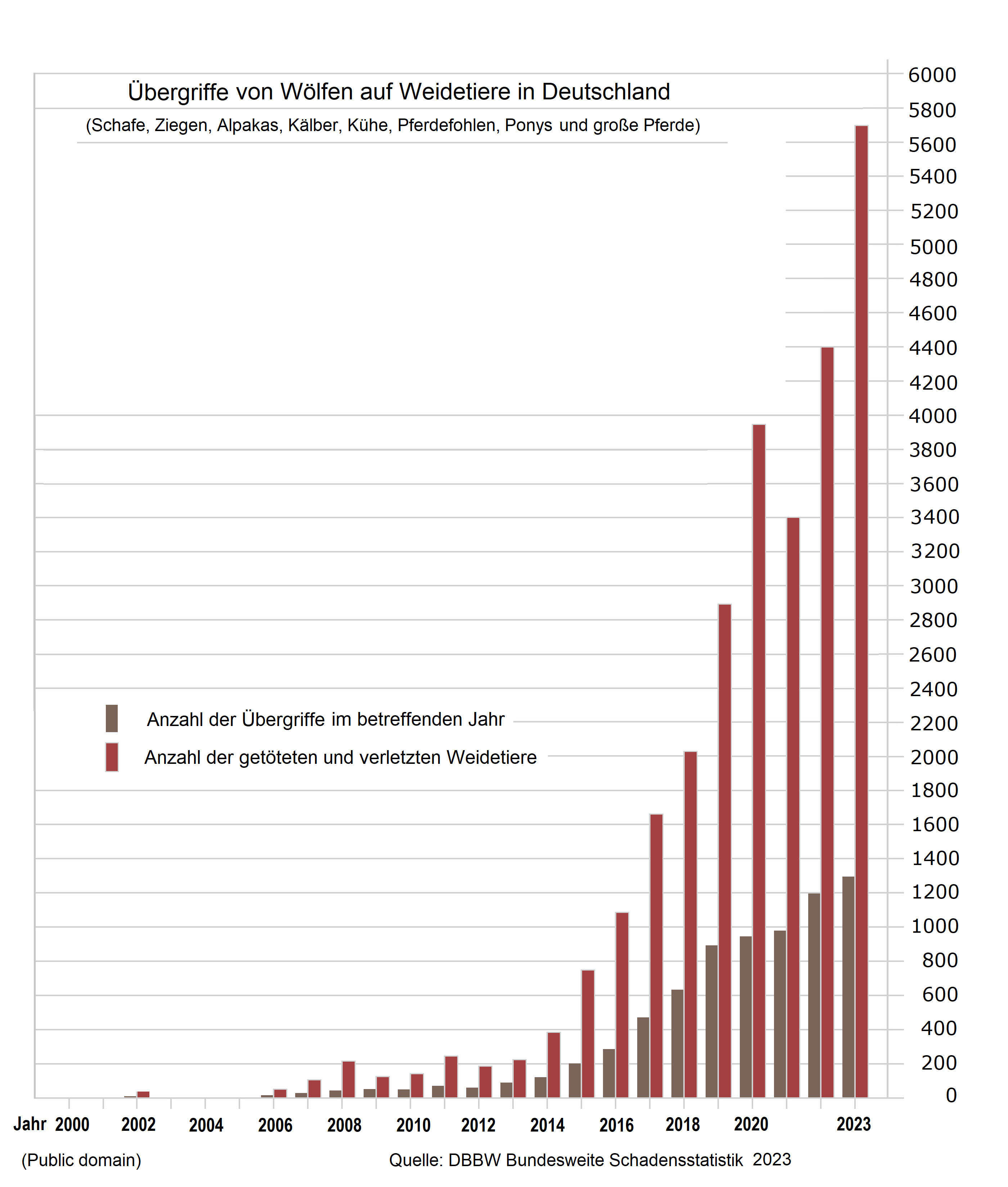
Bundesweite Schadensstatistik

Die FFH-Richtlinie schreibt keine Schutzmaßnahmen für die einzelnen Lebensräume vor, also keine Listung in Anhang II als Prioritäre Art von gemeinschaftlichem Interesse, sondern sie verlangt die Gewährleistung des günstigen Erhaltungszustands.
Die Verpflichtung zur Weitergabe der aktuellen Daten (über den bei Tierarten, die nicht zu den Großraubtieren gehören, üblichen Sechsjahresturnus hinaus) ergibt sich aus Artikel 16.1.c der FFH-Richtlinie „im Interesse der Volksgesundheit und der öffentlichen Sicherheit oder aus anderen zwingenden Gründen des überwiegenden öffentlichen Interesses, einschließlich solcher sozialer oder wirtschaftlicher Art …“ und in Deutschland aus mehreren Artikeln des Grundgesetzes. Neben den Auswirkungen auf die Weidewirtschaft ist auch der drohende wirtschaftliche Schaden durch die aktuelle Ausbreitung der Afrikanischen Schweinepest zu beachten, bei der die Wölfe durch ihre Streifgebiete, die sich auch in Sperrzonen erstrecken und durch das weiträumige Wanderverhalten der Ausbreitung des ASF-Virus Vorschub leisten.